# 黑婆罗门参

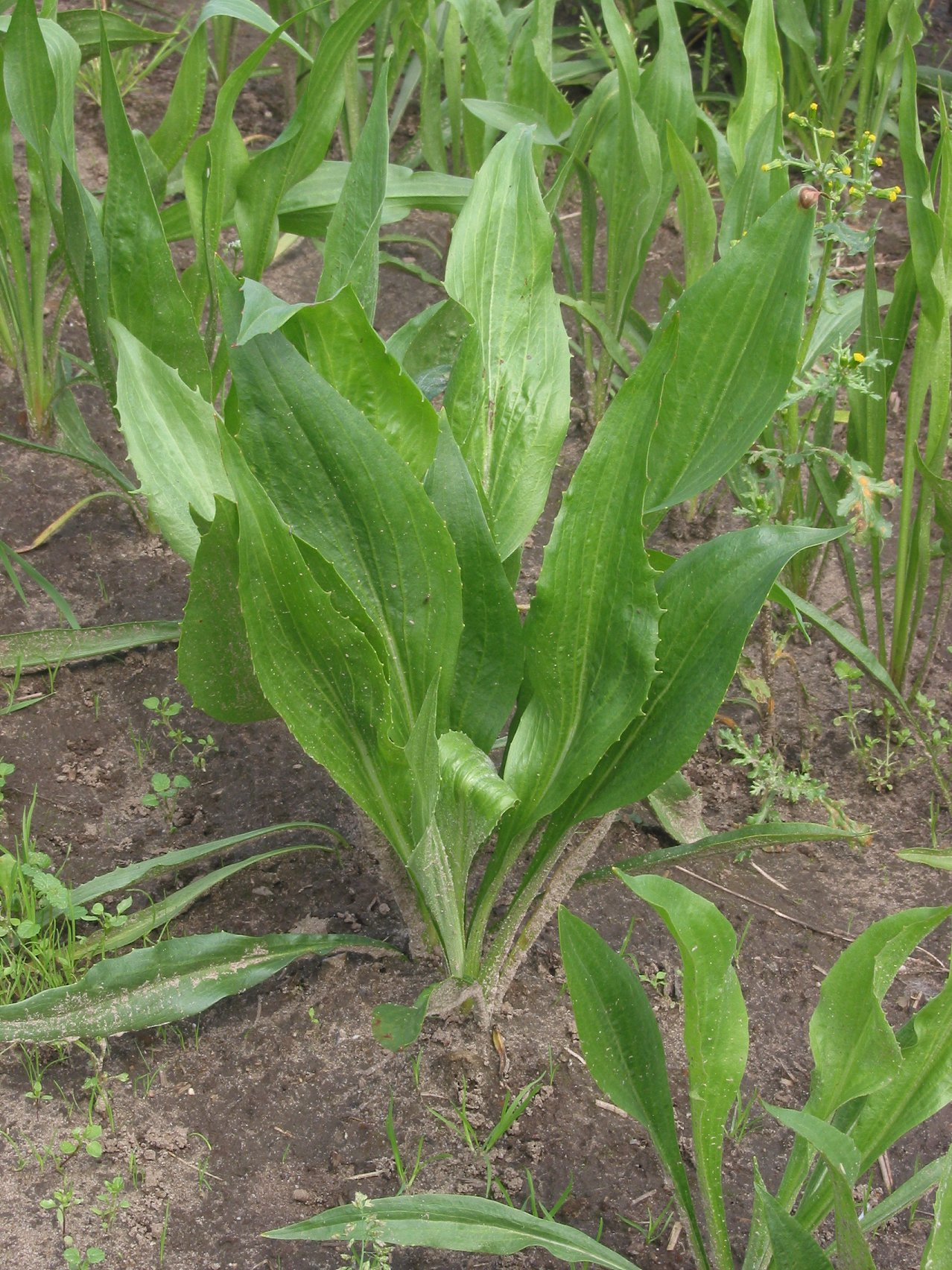
生长中的黑婆罗门参

黑婆罗门参，别名洋牛蒡、鸦葱、黑根、蛇根，是一种菊科鸦葱属多年生草本植物，作为一、二年生蔬菜栽培，主要食用其根部，其嫩叶也可食用。原产欧洲南部，法国、比利时、荷兰普遍栽培，在轻度盐渍化土壤中也能生长。台灣、山东等地从欧洲引进栽培。新疆有来自土耳其的同类植物栽培。

## 用途
黑婆罗门参根部皮呈褐黑色，根肉雪白，有粘液，微辣。
中世纪时期在欧洲曾作为治疗被毒蛇咬伤的药物，现在在欧洲是普通的蔬菜，一般在冬季上市，所以在德国也被称作“冬天的芦笋”。